# Altos de Chavón

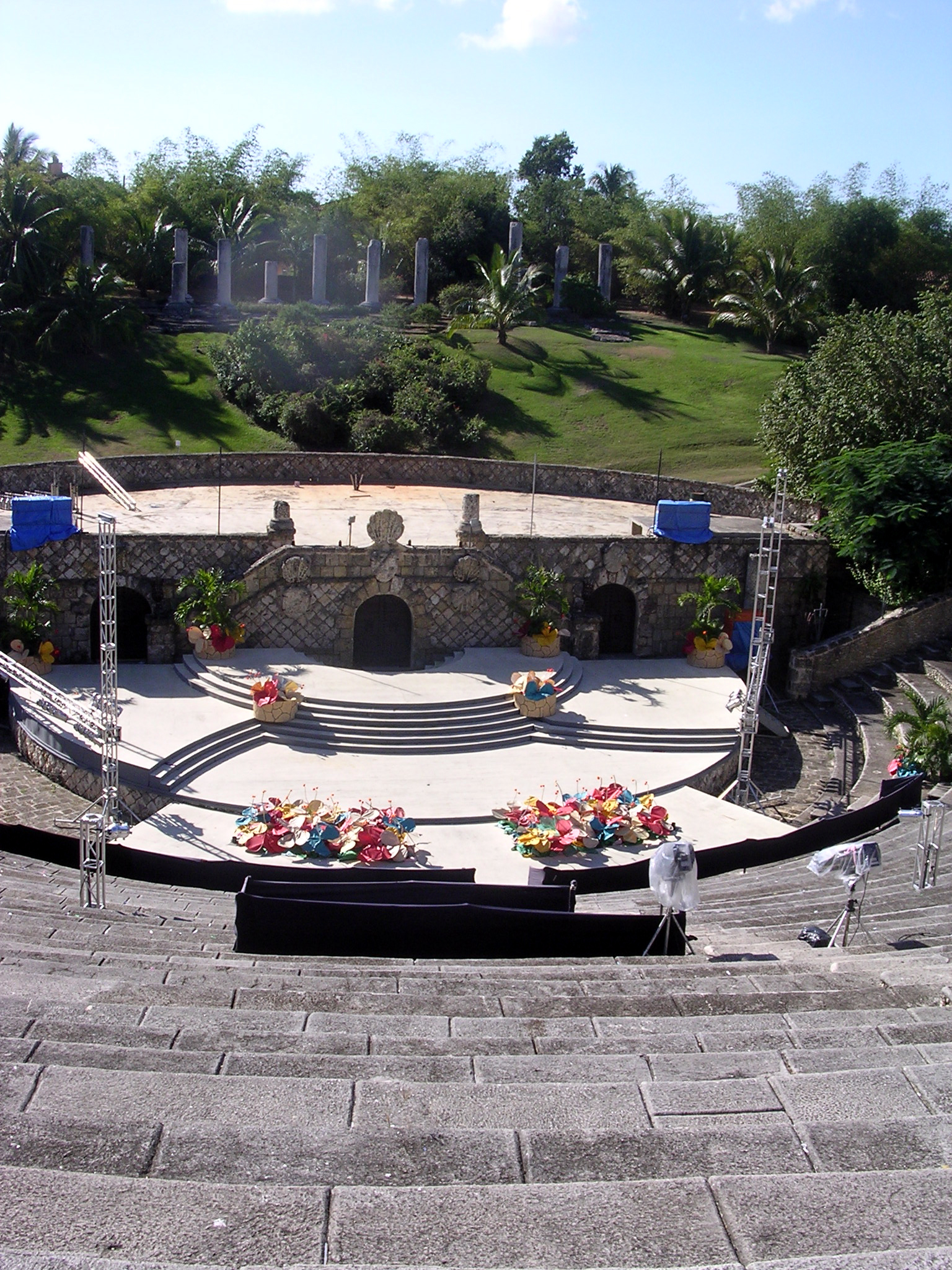
Anfiteatro.

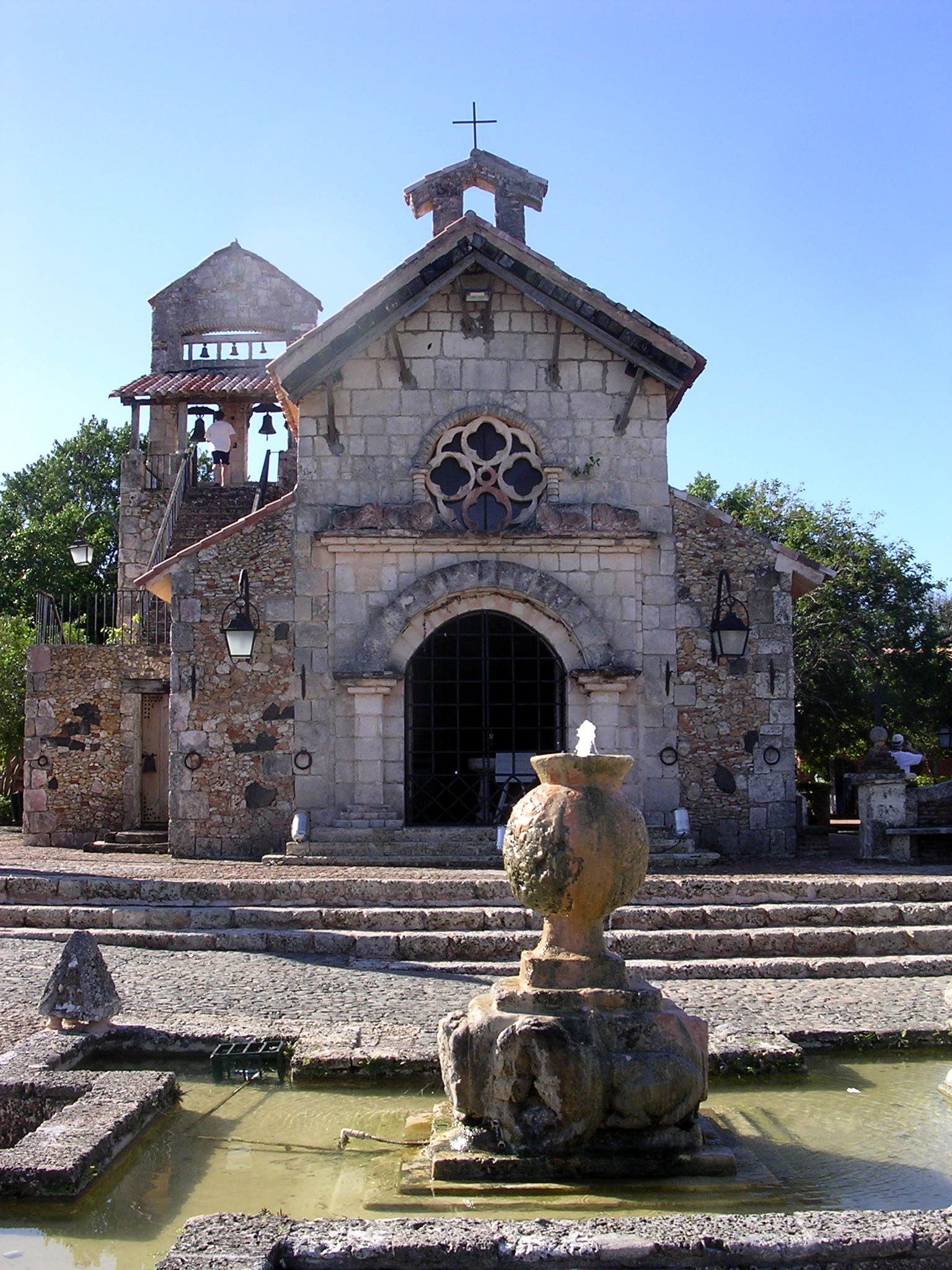
Iglesia.

Altos de Chavón es una villa de tipo mediterráneo antiguo construida en una altura sobre el río Chavón, en La Romana, República Dominicana. Es sede de un Centro Cultural, el Museo Arqueológico nacional, y la llamada Ciudad de los Artistas. Cuenta también con un Anfiteatro Notable.
Su construcción se inició en 1976 cuando para la apertura de una carretera fue preciso dinamitar una montaña de piedra. Charles Bludhorn, presidente de una compañía norteamericana, tuvo la idea de aprovechar las piedras para construir una aldea mediterránea del siglo XVI. El rumor popular dice que lo hizo para regalársela a su hija en su cumpleaños, pero ésta, que vive frecuentemente en Altos de Chavón, niega esta versión.
La construcción fue encargada al italiano Roberto Coppa quien reflejó una ciudad italiana medieval. El río Chavón, sobre el que la ciudad dispone de una magnífica panorámica, fue el marco escogido para la grabación de algunas películas famosas. Actualmente la villa recibe miles de visitas diarias de turistas desplazados desde Punta Cana.
Altos del Chavón posee una escuela de diseño, en la cual encontraremos Diseño de Modas, Gráfico y Digital, Bellas Artes e Ilustración.
Aparte de que tienen el programa Ínterin, el cual es 2 veces al año; en primavera y en verano. Estos programas están divididos en cursos técnicos de 2 semanas, impartidos por los mismos profesores de la escuela o artistas invitados.
La escuela de diseño está afiliada a Parsons School of Design de Nueva York y otras escuelas de diseño ubicadas en Francia y Japón.
En su Inauguración oficial en el 1982, Frank Sinatra y Carlos Santana fueron los artistas invitados para inaugurar.
Desde sus inicios Altos de Chavón estuvo abierto a todo público, permitiéndoles a los Dominicanos(as) y extranjeros disfrutar de sus calles, sus vistas y restaurantes. Siempre fue un lugar por excelencia para mostrar a nuestros amigos y visitantes que venían a conocer el país.

## El Anfiteatro
El Anfiteatro es un símbolo icónico de Altos de Chavón y Casa de Campo, es el Anfiteatro Altos de Chavón diseñado por el artista italiano, Roberto Copa en 1976 e inaugurado en 1982 con el concierto “Concert for the Americas” (Concierto para las Américas) con Frank Sinatra, Buddy Rich, Heart y Carlos Santana, el 20 de agosto de ese año.
Los arquitectos se inspiraron en la cultura griega para hacer el anfiteatro.
En este Anfiteatro con capacidad para más de 5000 personas, se han presentado decena de artistas nacionales e internacionales de gran importancia entre los cuales podemos mencionar:
- Bad Bunny
- Chayanne
- Bryan Adams
- David Guetta
- Wisin
- Yandel
- The Rasmus
- Juan Luis Guerra
- Julio Iglesias
- Sergio Vargas
- Marc Antony
- Luis Miguel
- Michel Camilo
- Spiro Gyra
- Duran Duran
- Aventura
- Fernando Villalona
- Wilfrido Vargas
- Daddy Yankee
- Víctor Manuelle
- Sandy y Papo
- Andrea Bocelli
- Placido Domingo
- Sergio Mendes
- Toño Rosario
- Diego Torres
- Gloria Estefan
- Franco de Vita
- Michell Martelly
- Pitbull
- Ana Gabriel
- Elton John
- Enrique Iglesias
- Frank Reyes
- Paulina Rubio
- Wisin y Yandel
- Luis Fonsi
- Afrojack
- Ricardo Arjona
- Alejandro Sanz
- Don Omar
- Eddy Herrera
- Braulio
- Frank Sinatra
- Buddy Rich
- Heart y Carlos Santana
- Sting
- Pet Shop Boys
- Ricardo Montaner
- Grupo Camila
- Jennifer Lopez
- Milly Quezada
- Ricky Martin
- J Balvin
- Shakira
- Carlos Vives
- Zion y Lennox
- Gente de Zona
- La Oreja de Van Gogh
- Ricardo Arjona
- Juanes
- Eros Ramazotti
- Maluma
- Manny Manuel
- Erasure
- CNCO
- Karol G
- Rosalía